# Субашия
Субашията е първоначално помощник на алайбея и отговаря за реда между подчинените му тимариоти в нахия или еялет, а във военно време ги предвожда. Впоследствие с разпадането на военно-ленната система в Османската империя, под субашия се разбирало всеки упълномощен управител от спахията на тимар или зиамет, който събирал и предавал дохода от владението на господаря.

## Употреба
Според спомените на Валериан дьо Ваврен, генерал-капитан на бургундския флот при Варненския кръстоносен поход, записани по-късно от хрониста Жан дьо Ваврен, през 1445 г. кръстоносците обсаждат Силистра, която е отбранявана от „всички субаши от България“.
През XVI-XVII век под субашия се разбира държавен чиновник, който изпълнявал полицейски функции в османските градове.
По данни на Уолш от 1828 г. „във всички български села има само един турчин, който е субаши или губернатор; а кехаята е българин, който действа под неговите заповеди като негов лейтенант“. Субашията получава харача (еднакъв данък за всички лица) и другите данъци, а кехаята урежда всички останали въпроси в селото.